# Nano Research
Nano Research is een internationaal, aan collegiale toetsing onderworpen wetenschappelijk tijdschrift op het gebied van de nanotechnologie. De naam wordt in literatuurverwijzingen meestal afgekort tot Nano Res.
Het wordt uitgegeven door Tshinghua Press.
Het eerste nummer verscheen in 2008.